# Аркуш (Румунія)
Аркуш (рум. Arcuș) — комуна у повіті Ковасна в Румунії. До складу комуни входить єдине село Аркуш.
Комуна розташована на відстані 164 км на північ від Бухареста, 4 км на північ від Сфинту-Георге, 30 км на північний схід від Брашова.

## Населення
У 2009 році у комуні проживали 1382 особи.

## Зовнішні посилання
- Дані про комуну Аркуш на сайті Ghidul Primăriilor [Архівовано 15 травня 2012 у Wayback Machine.]